# 国際解剖学会連合
国際解剖学会連合（こくさいかいぼうがっかいれんごう、英：International Federation of Associations of Anatomists、IFAA）は、解剖学分野の国際学会。1903年にイタリアのジェノバで開催された第一回総会にその起源を持つ。

## 用語委員会
国際解剖学会連合は分科会の国際解剖学用語委員会（Federative International Committee on Anatomical Terminology, FICAT）で、生物・医学周辺分野で利用される解剖学用語の国際的な標準を提供する目的で Terminologia Anatomica（TA）の編集を行っている。
最初の解剖学用語委員会のメンバーは、1989年ブラジルの第13回国際解剖学会議で選出された。委員は9年間会合を重ね、1998年に Terminologia Anatomica の第一版を発行した。

## 国際解剖学会議
国際解剖学会連合は約5年間隔で国際解剖学会議（International Congress of the IFAA）というカンファレンスを開催している。ただ第一次大戦を挟む20年と第二次大戦を挟む14年は空白期間となっている。
| タイトル | 開催年と開催時期       | 開催された国     | 開催地           | 会場           | 特記事項                                     | ウェブサイト |
| -------- | ---------------------- | ---------------- | ---------------- | -------------- | -------------------------------------------- | ------------ |
| 第1回    | 1903年                 | イタリア         | ジェノバ         | -              | -                                            | -            |
| 第2回    | 1910年                 | ベルギー         | ブリュッセル     | -              | -                                            | -            |
| 第3回    | 1930年                 | オランダ         | アムステルダム   | -              | -                                            | -            |
| 第4回    | 1936年                 | イタリア         | ミラノ           | -              | -                                            | -            |
| 第5回    | 1950年 7月25日∼28日    | イギリス         | オックスフォード | -              | Nomina Anatomica 編纂委員(IANC) の選出       | -            |
| 第6回    | 1955年                 | フランス         | パリ             | -              | Nomina Anatomica 第一版 の承認               | -            |
| 第7回    | 1960年                 | アメリカ合衆国   | ニューヨーク     | -              | Nomina Anatomica 第二版 の承認               | -            |
| 第8回    | 1965年                 | ドイツ           | ヴィースバーデン | -              | Nomina Anatomica 第三版 の承認               | -            |
| 第9回    | 1970年 8月             | ロシア           | レニングラード   | -              | -                                            | -            |
| 第10回   | 1975年 8月             | 日本             | 東京             | -              | Nomina Anatomica 第四版 の承認               | -            |
| 第11回   | 1980年 8月             | メキシコ         | メキシコシティ   | -              | Nomina Anatomica 第五版 の承認               | -            |
| 第12回   | 1985年 8月             | イギリス         | ロンドン         | -              | Nomina Anatomica 第六版 の承認               | -            |
| 第13回   | 1989年                 | ブラジル         | サンパウロ       | -              | Terminologia Anatomica 編纂委員(FCAT) の選出 | -            |
| 第14回   | 1994年                 | ポルトガル       | リスボン         | -              | -                                            | -            |
| 第15回   | 1999年 9月11日∼9月16日 | イタリア         | ローマ           | -              | -                                            | -            |
| 第16回   | 2004年 8月22日∼27日    | 日本             | 京都             | 京都国際会議場 | -                                            | -            |
| 第17回   | 2009年 8月16日∼20日    | 南アフリカ共和国 | ケープタウン     | -              | -                                            | ホームページ |
| 第18回   | 2014年                 | 中国             | 北京             | -              | -                                            | -            |